# Cap Canaille (Cassis)
Pour les articles homonymes, voir Cap Canaille.
Le cap Canaille est un cap de France situé dans les Bouches-du-Rhône, un département de la région Provence-Alpes-Côte d'Azur. Il est inséré dans le parc national des Calanques.

## Géographie

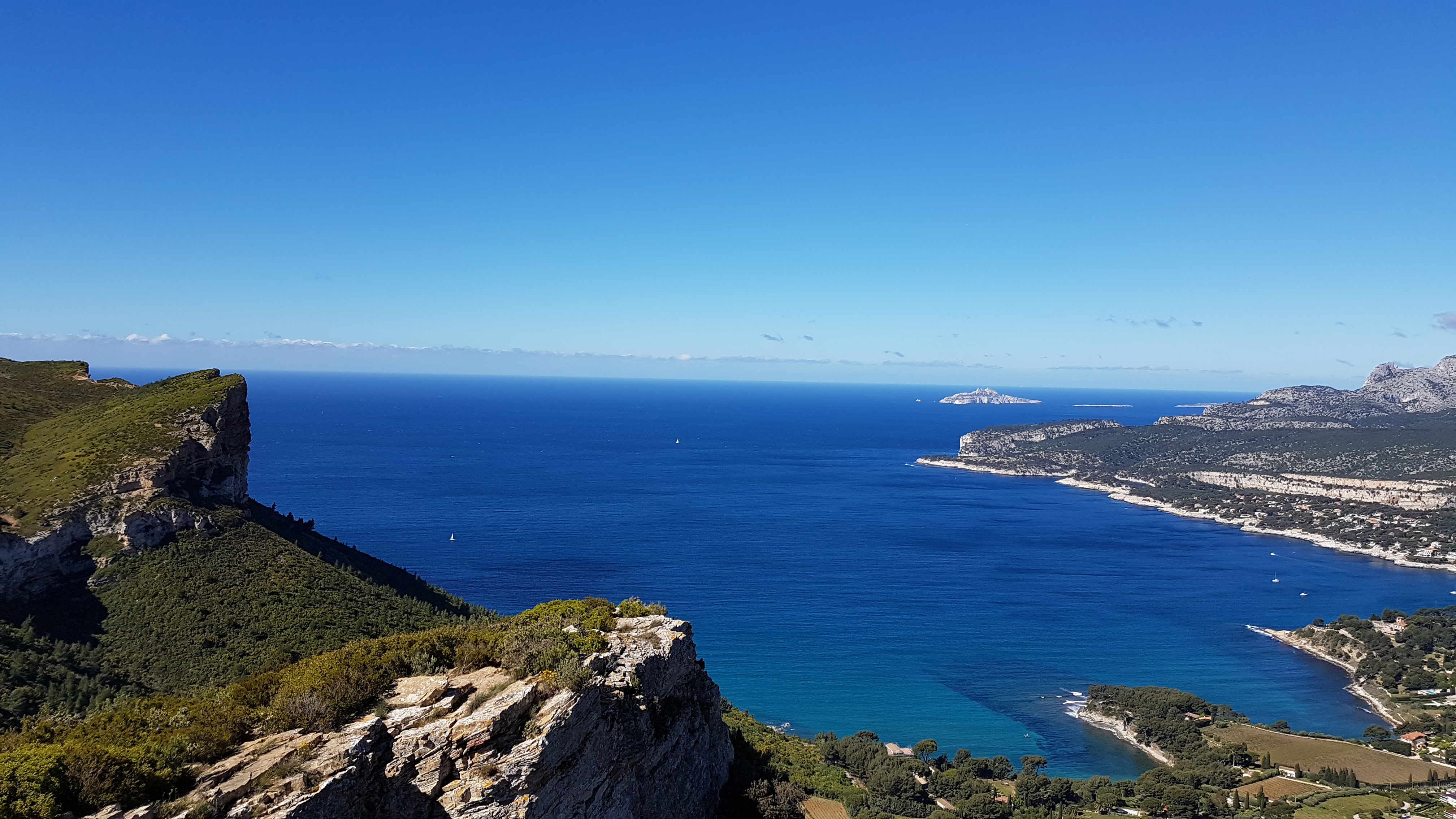
Le cap Canaille et la baie de Cassis.

Il se situe sur la commune de Cassis, au nord-ouest de celle de La Ciotat et culmine à 363 mètres d'altitude. Sa roche qui tire vers le rouge est composée de calcaires détritiques. S'avançant dans la mer Méditerranée, il est constitué de rivages rocheux et escarpés dominés par l'extrémité occidentale des falaises Soubeyranes. Ces dernières, qui se prolongent sur la commune de La Ciotat, constituent les plus hautes falaises maritimes de France (avant celles d'Étretat et du cap Blanc-Nez) avec  une altitude maximale de 394 mètres (La Ciotat), ainsi que les quatrièmes plus hautes d'Europe.
Une route, la D141 dite « route des Crêtes », relie Cassis à la Ciotat en s'approchant du bord de la falaise ; plusieurs belvédères y sont aménagés.

## Toponymie
Son nom est dû à une déformation du provençal Cap Naio, « Cap Naille » en français, mal compris par les topographes français ; à rapprocher de Aïl qui est lié à la notion de sommet (Cap d'Ail, dans les Alpes-Maritimes, à l'ouest de Monaco).

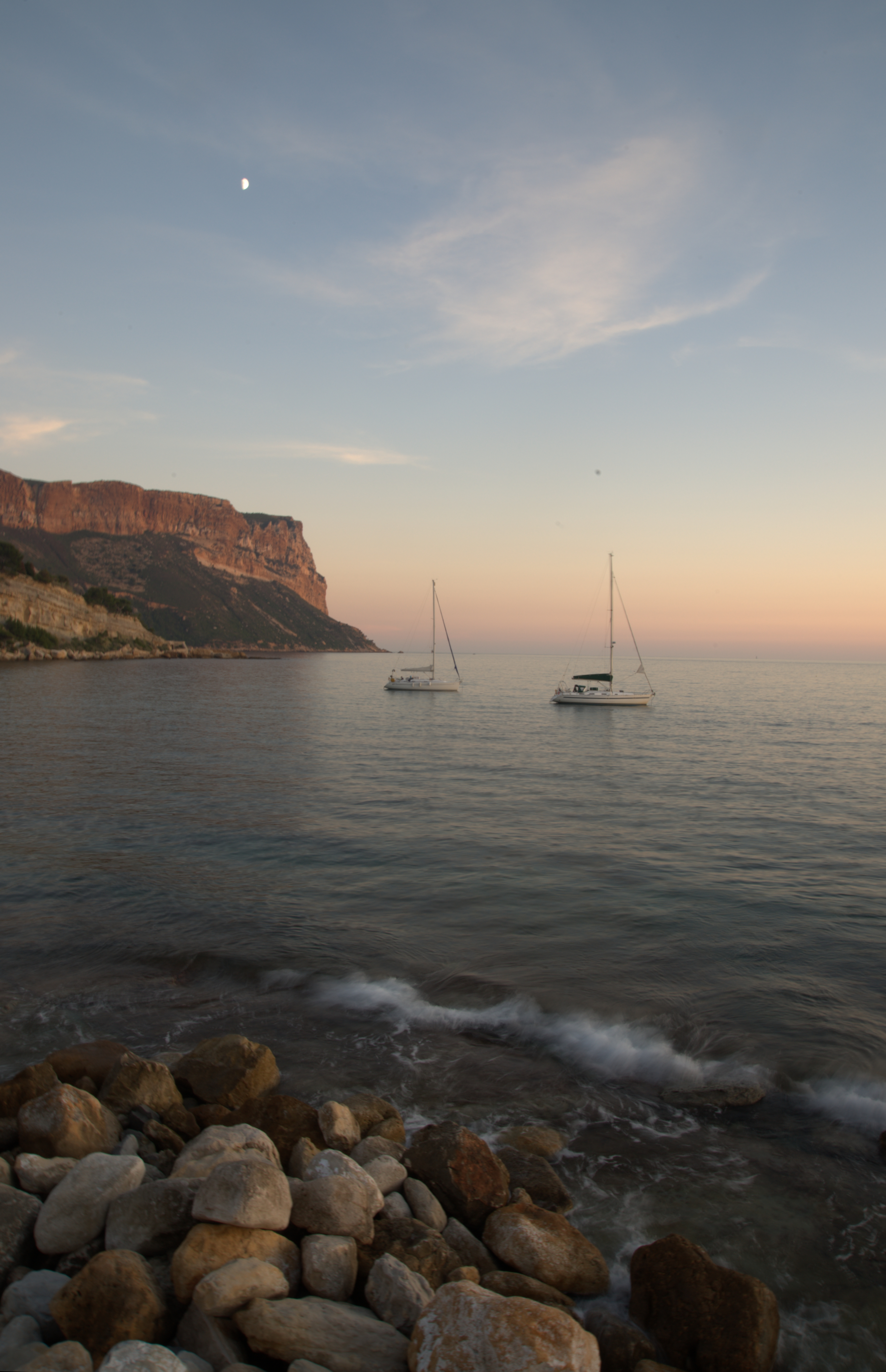
Cap Canaille vu du port de Cassis.
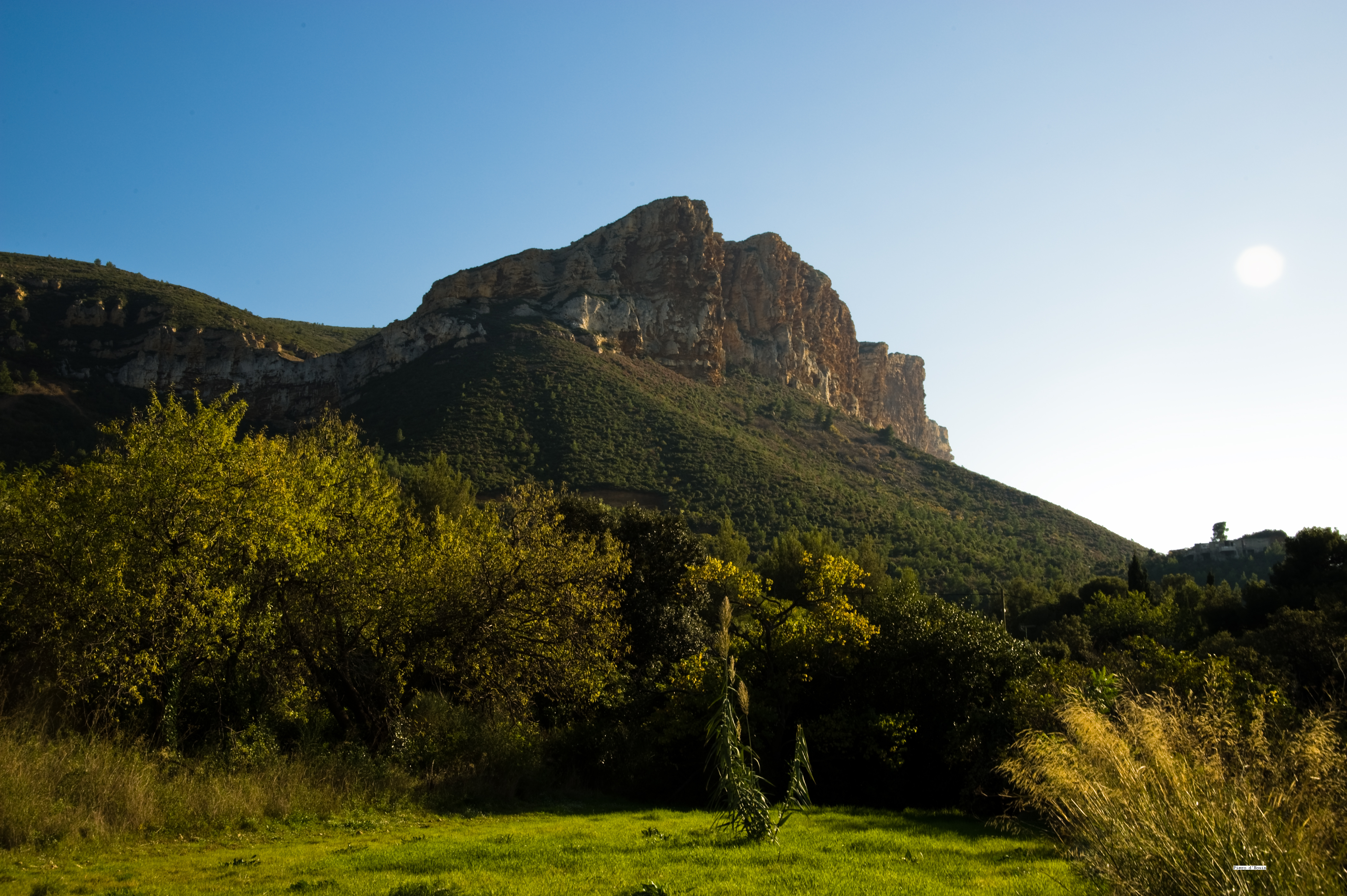
Cap Canaille vu d'un jardin.
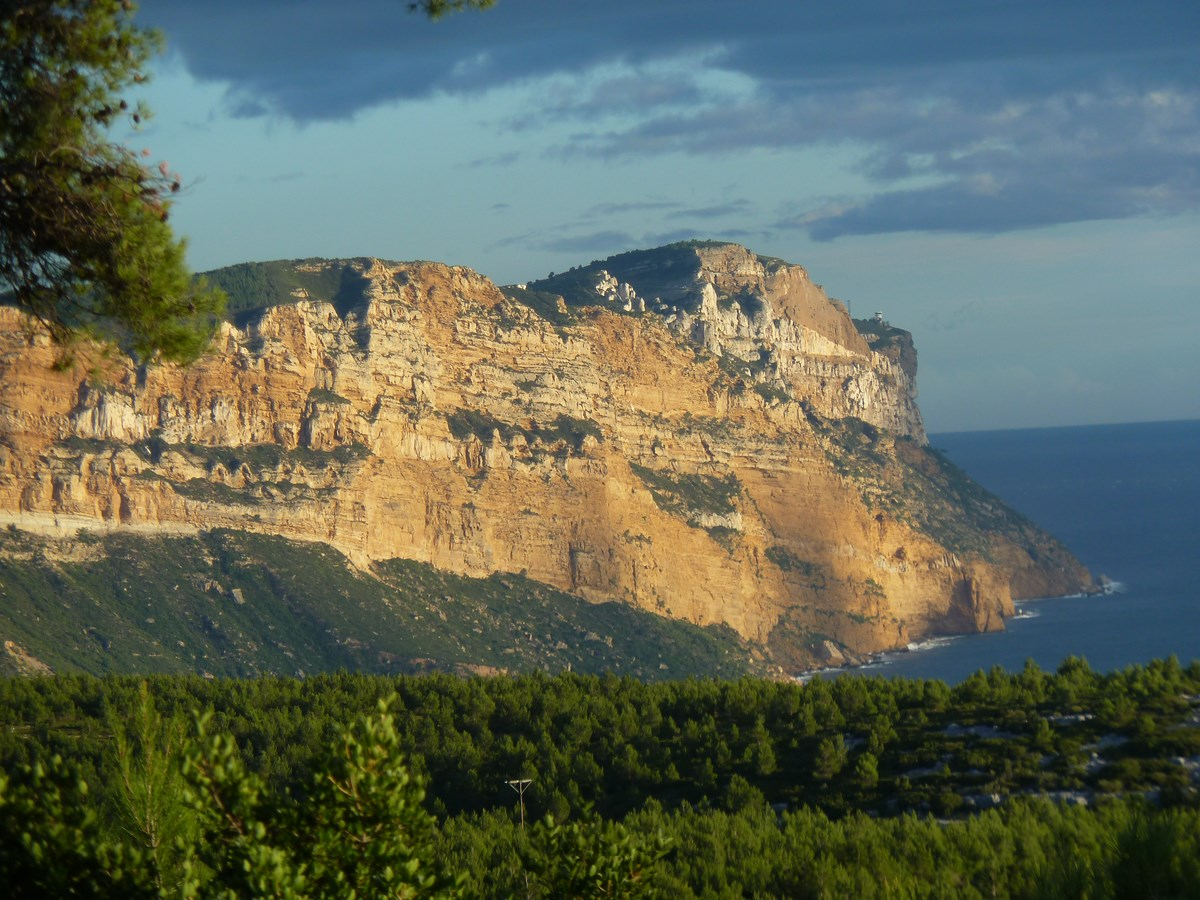
Cap Canaille vu depuis le col de la Gardiole.
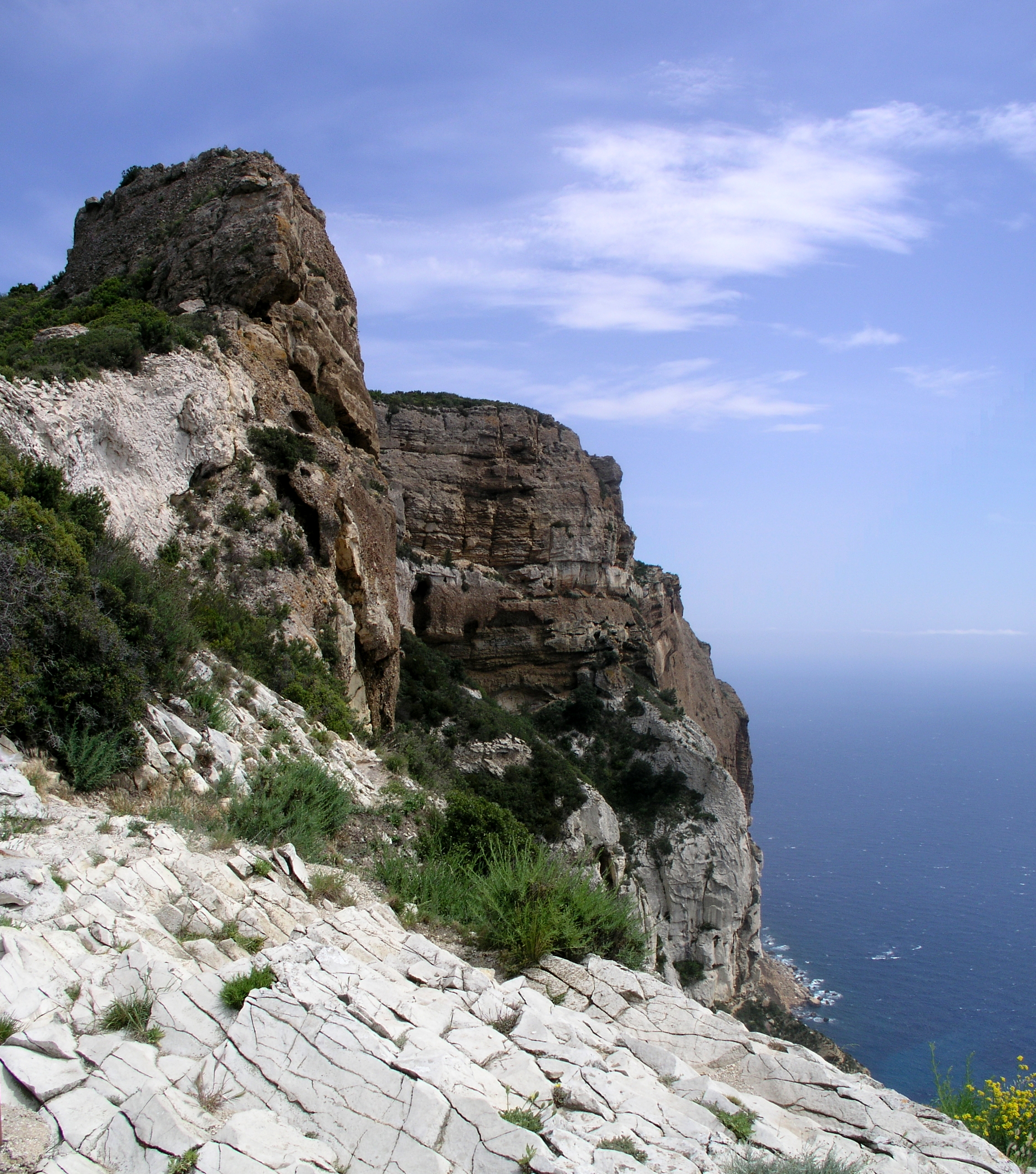
Vue du cap Canaille depuis la route des Crêtes (La Ciotat).